# Hans Borgelt (Journalist)
Hans Borgelt (* 6. Juli 1914 in Osnabrück; † 17. Februar 2000 in Berlin) war ein deutscher Journalist und Autor.

## Leben

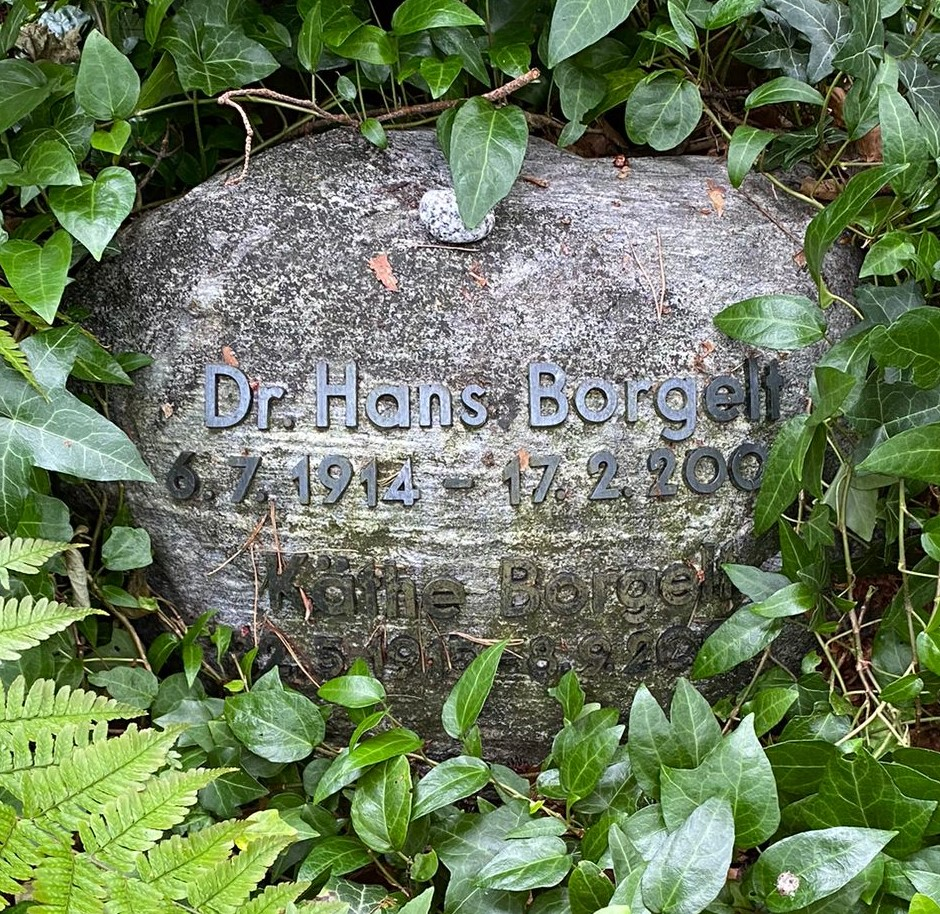
Grabstein auf dem Friedhof Wannsee II

Hans Borgelt besuchte unter anderem das Wilhelmsgymnasium in Eberswalde und studierte anschließend in Berlin Zeitungswissenschaft an der damaligen Friedrich-Wilhelms-Universität. Promoviert wurde er 1940 mit der Schrift Entwicklung und Struktur des Heimatteiles in den brandenburgischen Zeitungen, unter besonderer Berücksichtigung der Eberswalder Zeitungsgeschichte. Im Zweiten Weltkrieg arbeitete er unter anderem in Paris in der Propagandaabteilung, wo er französische Zeitungen zensierte. Seine berufliche Laufbahn begann er als Kulturredakteur bei der Berliner Zeitung. Um das Jahr 1950 siedelte er nach Westberlin über und arbeitete dort als freier Journalist.
Von 1953 bis 1968 war Borgelt Pressechef der Internationalen Filmfestspiele in Berlin. Mitte der 1960er-Jahre begann er mit dem Schreiben von Drehbüchern für Film und Fernsehen. 1969 entstand die 6-teilige Dokumentation Star unter Sternen über die Filmgrößen Zarah Leander, Heinz Rühmann, Hans Albers, Gert Fröbe, Willy Fritsch und Heinrich George. In den 1970er-Jahren verfasste Borgelt unter anderem die Serie Die Fälle des Herrn Konstantin und das Drehbuch zur Verfilmung des Erich-Kästner-Romans Fabian. Seine letzten Arbeiten waren Mitte der 1990er-Jahre zwei Folgen für die Serie Für alle Fälle Stefanie.
Daneben schrieb Borgelt als Buchautor Romane, Chroniken über Berlin und die UFA und Biografien über Lilian Harvey und Grethe Weiser. Auf der Grundlage des Drehbuchs für den Film Didi und die Rache der Enterbten von und mit Dieter Hallervorden entstand 1985 der gleichnamige Roman.
Borgelt war ein Schul- und Studienkollege des Journalisten Gerhard Dengler und ein Cousin des Schauspielers Peter Borgelt.
Hans Borgelt starb am 17. Februar 2000 im Alter von 85 Jahren in Berlin. Sein Grab befindet sich auf dem Friedhof Wannsee II.

## Filmografie
- 1965: Leider lauter Lügen
- 1965: Champagnerlily
- 1966; Der große Schwindel – Musical aus der Welt des Stummfilms
- 1969: Star unter Sternen (auch Regie)
- 1969: Der tolle Bomberg
- 1969: Im Rahmen des Unmöglichen (auch Regie)
- 1972: Alle reden von Liebe
- 1974: Die Fälle des Herrn Konstantin
- 1974: Hochzeitsnacht im Paradies
- 1980: Fabian
- 1981: Zuhaus in fremden Betten
- 1985: Schöne Ferien – Urlaubsgeschichten aus Mallorca
- 1986: Bernhard Heiliger (Kurzfilm) (auch Regie)
- 1987: Ein Chinese sucht seinen Mörder
- 1988: Das Porträt (Kurzfilm) (auch Regie)
- 1989: Spreepiraten
- 1989: Die Tänzerin
- 1989: Der Bettler vom Kurfürstendamm
- 1995: Für alle Fälle Stefanie (2 Folgen)

## Veröffentlichungen
- 1943: Helmut Dietlof Reiche: Bildnis eines märkischen Dichters
- 1970: Berlin, Stadt des Films, Presse- und Informationsamt des Landes Berlin
- 1971: Grethe Weiser: Herz mit Schnauze, Blanvalet Verlag, Berlin, ISBN 978-3-7645-1401-3
- 1974: Das süßeste Mädel der Welt: Die Lilian-Harvey-Story, Hestia-Verlag, Bayreuth, ISBN 978-3-7770-0125-8
- 1975: Stars und Stories: Filmgeschichte(n) aus Berlin, Herbig-Verlag, München, ISBN 978-3-7766-0728-4
- 1979: Zuhaus in fremden Betten (Roman), Universitas, Berlin, ISBN 978-3-8004-0835-1
- 1979: Filmstadt Berlin, Nicolai Verlag, Berlin, ISBN 978-3-87584-070-4
- 1979: 50 Jahre deutscher Tonfilm, Presse- und Informationsamt des Landes Berlin
- 1980: Das war der Frühling von Berlin, Schneekluth, München, ISBN 978-3-7951-0534-1
- 1984: Der Doppelgänger (Roman), Bastei Lübbe, Bergisch Gladbach, ISBN 978-3-404-10397-3
- 1985: Didi und die Rache der Enterbten (Roman), Herbig-Verlag, München, ISBN 978-3-7766-1358-2
- 1987: Die Ufa. Auf den Spuren einer großen Filmfabrik Berlin, Elefanten Press Verlag, ISBN 3885202255
- 1990: Spreepiraten (Roman), Loewe Verlag, Bindlach, ISBN 978-3-7855-2278-3
- 1991: Der lange Weg nach Berlin (Roman), Edition q, Berlin, ISBN 978-3-928024-15-0
- 1991: Der kaninische Krieg (Roman), Edition q, Berlin, ISBN 978-3-928024-16-7
- 1993: Die UFA – ein Traum, Edition q, Berlin, ISBN 978-3-86124-178-2
- 1995: Am Freitag fängt das Leben an (Roman), Universitas, München, ISBN 978-3-8004-1318-8